# François Coty

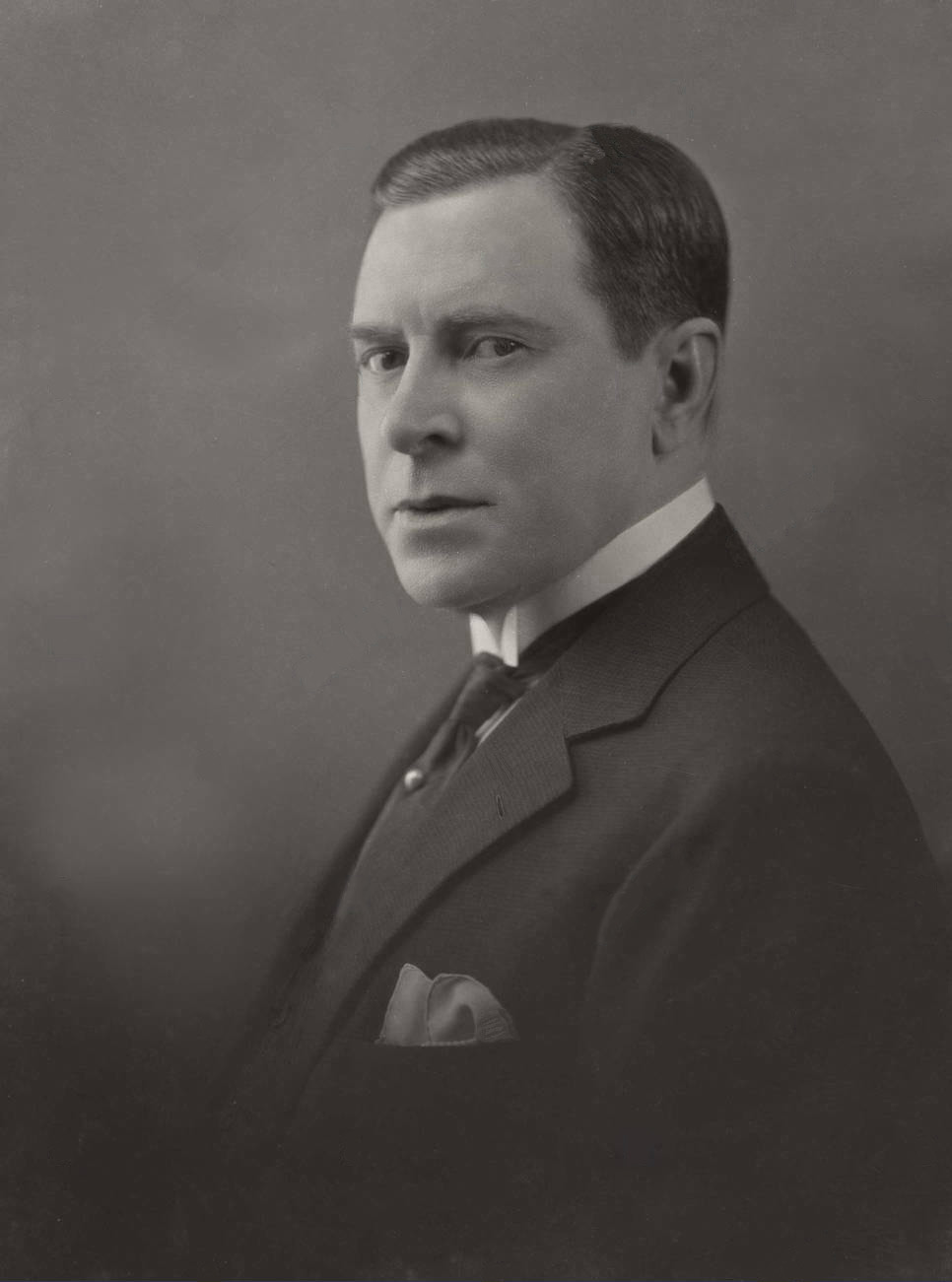
François Coty, um 1910

François Coty (* 3. Mai 1874 in Ajaccio auf Korsika als Joseph Marie François Spoturno; † 25. Juli 1934 in Louveciennes bei Paris) war ein französischer Parfümeur und Industrieller sowie Zeitungsverleger. Coty gilt als Begründer der modernen Parfümerie. Als Publizist propagierte er antikommunistische, antisemitische und faschistische Ideen und unterstützte Gruppierungen der extremen Rechten in Frankreich. Sein 1904 gegründetes Unternehmen ist heute der Kosmetikkonzern Coty Inc. mit Sitz in New York City.

## Leben und Werk als Parfümeur

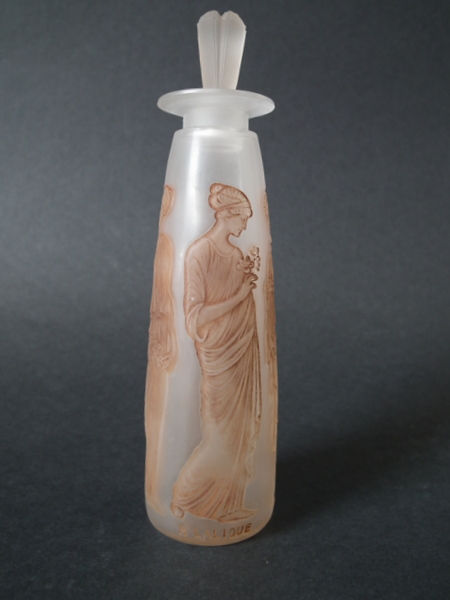
Flakon von Lalique für Coty (um 1910)

Joseph Marie François Spoturno wuchs nach dem Tod seiner Eltern bei seiner Großmutter auf Korsika auf. Im Jahr 1900 kam er als Medizinstudent nach Paris, wo er den Namen seiner Mutter, Coty (abgewandelt von Coti), annahm und Yvonne Alexandrine Le Baron heiratete, die Tochter des Malers und Münzengraveurs Alphée Dubois. Sein Handwerk als Parfümeur lernte er in einer Apotheke in Paris und 1903 in der Parfümfabrik von Antoine Chiris in Grasse. Sein erstes Parfüm La Rose Jacqueminot von 1904 begründete seinen Erfolg. 1905 eröffnete er ein Geschäft in der Nähe von Paris.
Coty komponierte Düfte unter Verwendung von Ende des 19. Jahrhunderts neu entdeckten Syntheseprodukten, bei denen mittels neuer Extraktionstechniken destillierte natürliche Duftstoffe, Absolue genannt, mit synthetischen verbunden werden. Viele seiner Flakons ließ er im Stil des Art déco von René Lalique entwerfen. Mit seinen Düften, die er produzierte und exportierte, kam er zu enormem Reichtum und expandierte sein Unternehmen in die USA, nach Großbritannien, Asien und Lateinamerika. In Frankreich kaufte Coty mehrere Châteaus und Villen; 1923 den Pavillon der Comtesse du Barry in Louveciennes, den er nach Originalplänen wieder aufbauen ließ. Nach seiner Scheidung von Yvonne Le Baron 1929 verbrachte er dort die meiste Zeit bis zu seinem Tod mit 60 Jahren.
Sein amerikanisches Unternehmen Coty Inc., das er 1913 in Delaware gegründet hatte, ist heute eine Aktiengesellschaft mit Sitz in New York City. Eine Hommage an seine Arbeit als Parfümeur kann im Internationalen Museum der Parfümerie in Grasse besichtigt werden.

## Zeitungsverleger und Politiker

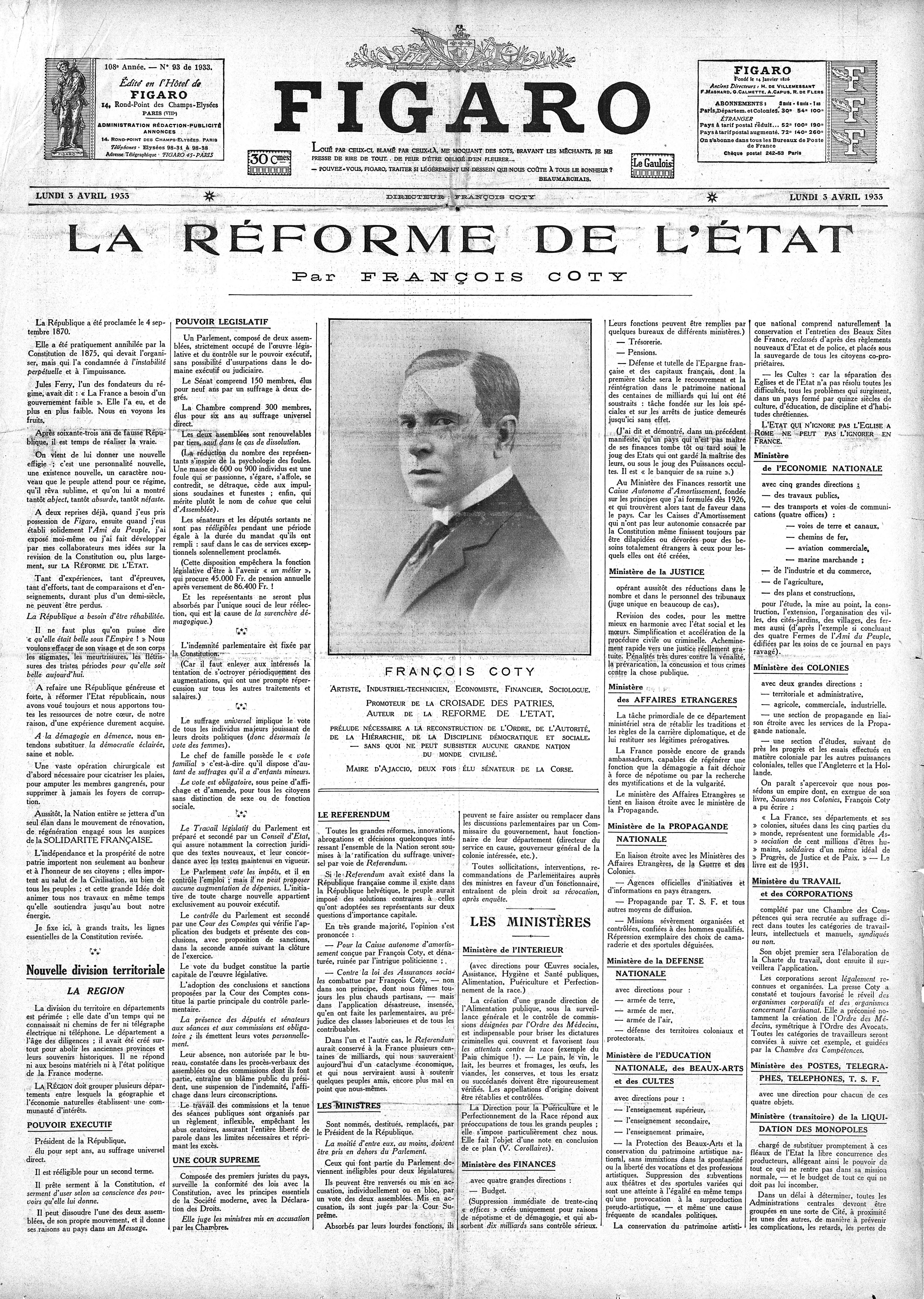
Leitartikel von Coty in Le Figaro, 3. April 1933

Mit seinem Vermögen, das er als Parfüm-Unternehmer machte, erwarb Coty in den 1920ern Anteile an Zeitungen, um antikommunistische, antisemitische und faschistische Ideen, vor allem das Führerprinzip des italienischen Faschismus, in Frankreich voranzubringen und die öffentliche Meinung zu beeinflussen. Er unterstützte Gruppierungen wie Action Française und Croix de Feu sowie rechtsextremistische Blätter und schrieb selbst antisemitische Artikel. 1919 hatte er begonnen, Aktien der Tageszeitung Le Figaro zu kaufen. 1927 wurde er politischer Direktor der Zeitung und machte den Figaro gegen den Widerstand der Redaktion zum Sprachrohr seiner politischen Ansichten und schrieb selbst Leitartikel. 1929 hielt er 75 Prozent des Kapitals. Er brachte 1928 die Tageszeitung L’ami du peuple heraus, ein ebenso populäres wie demagogisches Massenblatt, das er unter Preis verkaufte. Mit ihm wollte er seine politischen Ideen unter die „kleinen Leute“ bringen. Es hatte 1930 eine Auflage von einer Million. Zur Zeit der Mitte-links-Koalition mit Édouard Daladier als Ministerpräsident gründete Coty 1933 die Liga Solidarité Française, eine paramilitärische Organisation, die sich mit anderen Ligen der extremen Rechten an den Unruhen vom 6. Februar 1934 beteiligte.
Das zentrale Element in Cotys Ideenwelt war „die Staatsreform“. Damit entsprach er einer verbreiteten Problemdebatte jener Zeit. 1933 verfasste er ein ausführliches Programm der Staatsreform, das er als Broschüre in einer Auflage von 200.000 verbreitete. Mit einem populistischen Anti-Kapitalismus-Begriff, bei dem er zwischen einem „plündernden“ Kapitalismus des Finanzkapitals und einem „guten und produktiven“ der nationalen Arbeit unterschied, versuchte er die Massen für seine Ideen zu gewinnen. Seine politische Linie war antidemokratisch und von einem obsessiven Hass auf den Kommunismus geprägt, der sich auch gegen Deutschland richtete. So beschuldigte er Ludendorff, Lenin eine große Summe geschickt zu haben, um die Revolution zu unterstützen. Nachdem Hitler zum deutschen Reichskanzler ernannt worden war, machte Coty eine Kehrtwende und erklärte, Frankreich und Deutschland hätten gemeinsame Feinde: das internationale Finanzkapital und den Bolschewismus. L’ami du peuple publizierte ab diesem Zeitpunkt Artikel, wie „Mit Hitlers Deutschland gegen den Kommunismus“.
Sein gesamtes Presse-Imperium mit über 53 Zeitungen war auf Propaganda ausgerichtet und machte keinen Gewinn. Nach finanziellen Einbrüchen musste Coty 1933 Le Figaro verkaufen und sechs Monate später L’ami du peuple.

## Parfüms (Auswahl)
- La Rose Jacqueminot (1904)
- L’origan (1905)
- Jasmin de Corse (1906)
- Muguet (1910)
- Styx (1911)
- L’or (1912)
- Chypre de Coty (1917)
- Émeraude (1921)
- Paris (1922)
- Knize Ten (1924) (mit Vincent Roubert)
- L’aimant (1927) (mit Vincent Roubert)
- La Fougeraíe au crépuscule (1933)

## Buchpublikationen
- Contre le Communisme, Éditions Grasset, Paris 1927, 1928 (362 Seiten)
- Sauvons nos colonies. Le péril rouge en pays noir, Éditions Grasset, Paris 1931